# Huang Hua (polityk)
Huang Hua (ur. 25 stycznia 1913, zm. 24 listopada 2010) − chiński dyplomata, służył między innymi jako minister spraw zagranicznych, wicepremier Chin i członek Rady Państwa. Huang Hua był również tłumaczem z języka angielskiego dla Mao Zedonga.
Urodził się w powiecie Ci w prowincji Hebei jako Wang Rumei (王汝梅), nazwisko zmienił w roku 1936, kiedy wstąpił do Komunistycznej Partii Chin. W latach 30. studiował na pekińskim uniwersytecie Yenching, gdzie udzielał się w samorządzie studenckim oraz współorganizował antyjapoński Ruch 9 Grudnia. Był działaczem komunistycznym. W czasie II wojny światowej pracował jako tłumacz przy amerykańskiej misji wojskowej w Chinach.
Po zwycięstwie komunistów w chińskiej wojnie domowej wstąpił do Ministerstwa Spraw Zagranicznych, gdzie negocjował w sprawie zamknięcia amerykańskiej misji w Chinach; brał także udział w rozmowach kończących wojnę koreańską i w konferencji genewskiej na zakończenie wojny wietnamskiej oraz w pierwszych kontaktach amerykańsko-chińskich w Warszawie w 1958 roku. W latach 1960–1969 był ambasadorem w Ghanie i Egipcie.
Do Chin powrócił w 1969 roku, w czasie rewolucji kulturalnej. Od 1970 służył jako tłumacz Mao Zedonga. Między lipcem a listopadem 1971 roku był ambasadorem w Kanadzie i pierwszym stałym przedstawicielem Chin w ONZ. W 1971 roku prowadził tajne rozmowy z Henry Kissingerem. Po śmierci Mao został w 1976 roku ministrem spraw zagranicznych, a później wicepremierem. W 1979 roku nadzorował nawiązanie oficjalnych, dwustronnych stosunków dyplomatycznych ze Stanami Zjednoczonymi. Funkcję szefa MSZ sprawował do roku 1982, wycofał się z życia publicznego w 1992 roku.
Był żonaty, miał troje dzieci.